# 터크 애버래스팅
《터크 애버래스팅》(영어: Tuck Everlasting)은 미국에서 제작된 제이 러셀 감독의 2002년 로맨틱 판타지 드라마 영화이다. 엘리자베스 슈가 해설을 맡고, 알렉시스 블레델, 조너선 잭슨, 벤 킹즐리, 윌리엄 허트, 시시 스페이섹, 스콧 베어스토, 에이미 어빙, 빅터 가버 등이 출연하였다. 마크 에이브러햄 등이 제작에 참여하였다.

## 줄거리
1881년 미국 트리갭. 상류층 집안 15살 위니 포스터는 자신의 의사와는 상관없이 곧 기숙 학교에 들어가게 됐다는 사실을 알게 된다. 고압적인 어머니에게서 도망친 위니는 집 근처 숲속에서 길을 잃었다가 마법의 샘물을 마셔 영생을 유지 중인 턱 집안 사람들을 알게 되고 둘째 아들 제시 턱과 사랑에 빠진다. 이제 위니는 평범한 옛 삶과 턱 집안과 함께 하는 영생의 삶 중에서 하나를 택해야만 한다.

## 출연
- 알렉시스 블레델 - 위니 포스터 역
- 조너선 잭슨 - 제시 턱 역
- 벤 킹즐리 - 노란색 정장을 입은 남자 역
- 윌리엄 허트 - 앵거스 턱 역
- 시시 스페이섹 - 메이 턱 역
- 스콧 베어스토 - 마일스 턱 역
- 에이미 어빙 - 베치 포스터 역
- 빅터 가버 - 로버트 포스터 역
- 엘리자베스 슈 - 해설

## 기타 제작진
- 배역: 메리 게일 아츠, 바버라 코언, 팻 모랜
- 미술: 토니 버로
- 의상: 캐럴 램지